# Culex solitarius
Culex solitarius är en tvåvingeart som beskrevs av Bonne-wepster 1938. Culex solitarius ingår i släktet Culex och familjen stickmyggor. Inga underarter finns listade i Catalogue of Life.